# NGC 5773
NGC 5773 (другие обозначения — UGC 9571, MCG 5-35-22, ZWG 164.38, NPM1G +30.0361, PGC 53124) — спиральная галактика (Sa) в созвездии Волопас.
Этот объект входит в число перечисленных в оригинальной редакции «Нового общего каталога».